# 抽出

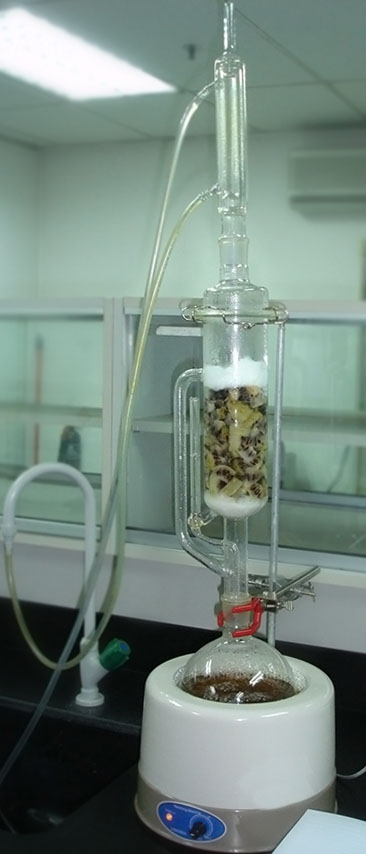
果物中の化学物質をソックスレー抽出器で抽出している例。この抽出器は、固体を筒に詰め、溶媒に可溶物を溶出させて下に落とし、落ちた溶媒は沸騰によって再利用されるという仕組み。溶媒に溶け、揮発しない成分だけが下のフラスコに濃縮される。

抽出（ちゅうしゅつ、extraction）とは、人類最古の化学的分離操作法で、植物など原料中に含まれている成分を選択的に分離する操作を指す。
固液抽出は、種子や葉など固体の混合物から、溶媒に溶出する成分を抽出する。液液抽出は、水と油のように分離する2種類の溶媒を用い、一方に溶出する成分を抽出する。
酸塩基抽出は、酸塩基反応を起こし、油溶性の安息香酸を、水溶性の安息香酸ナトリウムにするように、成分を分離させる方法である。抽出後、必要であれば、さらに精製を行う。

## 活用される状況
人類最古の科学的操作法であり、日常的にも、コーヒーや茶を淹れる、鰹節や昆布から出汁を取るなど広く行われている。植物から微量成分を取り出すなど学術的な利用もされたり、ファインケミカルやウランの分離など工業にも用いられる。
19世紀半ばから有機化学者は、それまで使われてきた薬や香料から、化合物を抽出、単離しその性状を調査し、例えば、ケシからモルヒネ、コカからコカイン、ペパーミントからハッカ脳を取り出してきた。

## 化学的方法
有機化学における抽出方法として、固液抽出、液液抽出、酸塩基抽出が常用されている。
固相抽出または固液抽出（固体/液体抽出）は、植物などの固体から目的成分をよく溶解する溶媒を使って抽出する。
液液抽出（液体/液体抽出、分液または、溶媒抽出法）は、混じり合わない二つの溶媒を用いてそれぞれの溶媒に対する溶解度の差を利用することで行う方法。
酸塩基抽出は、物質を分離するために酸塩基反応を用いる。

### 固液抽出
固体からの成分を抽出したい場合、一般的には試料を溶媒に浸漬し、可能であれば加熱・攪拌する。成分によっては抽出剤としてキレート剤や酸・アルカリなどを加える。試料が少ない場合は、ソックスレー抽出器を用いれば、より少ない溶媒で、短時間で効率よく抽出することができる。
一般的に溶媒の温度が高まるほど、溶解度が増加する。

### 液液抽出

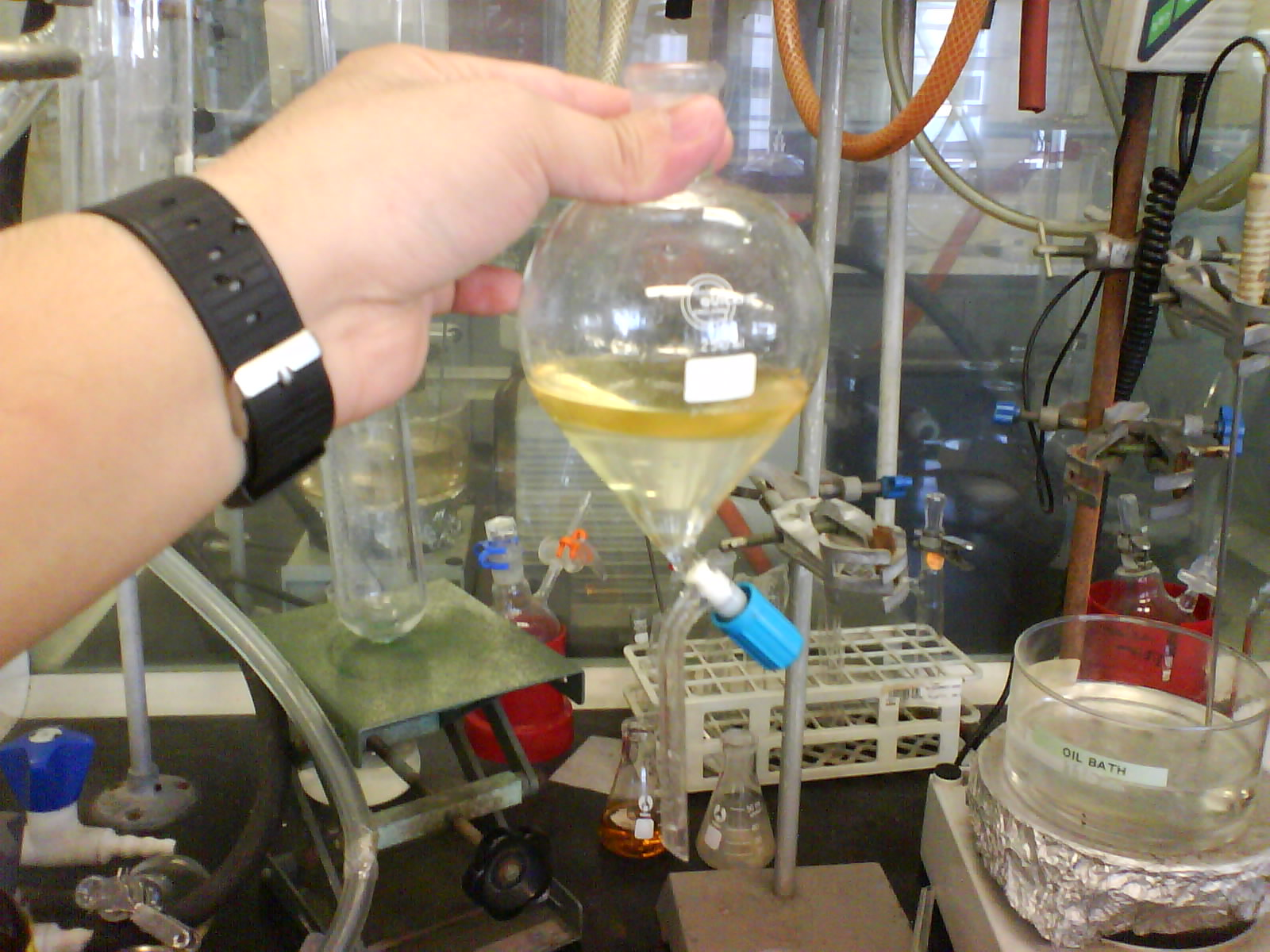
分液の様子。上層がジエチルエーテルによる有機層、下層が水層

主に用いられる溶媒系は水と非極性有機溶媒であり、反応混合物中から塩を取り除くことができる。通常、有機溶媒は水よりも密度が小さく、二層に別れたとき上層に来るのが有機層であり、下層に来るのが水層である。ただし、ジクロロメタン、クロロホルムなどのハロゲン系溶媒は水よりも比重が大きいので下層となる。
有機溶媒に可溶な化合物の回収を目的とする場合の主な手順は次のようになる。
1. 混合物を適量の有機溶媒に溶かし、分液漏斗に移す。
2. 適当な量の水を分液漏斗に加える。
3. 十分に混合し、平衡状態になるようにする。
4. 下のコックから下層（水層）を別の容器（フラスコ等）にあけ、上層（有機層）を上から別の容器にあける。
5. 水層を分液漏斗にもう一度入れ、適量の有機溶媒を加えた後、3. および4. を数回繰り返す。
6. 有機層を集め分液漏斗に入れ、飽和食塩水を適量加え、十分に混合する（残存する水分を低減するため）。
7. 下層（飽和食塩水相）と上層（有機層）を分けて、有機層を硫酸ナトリウム等で乾燥し、溶媒を留去する。

分配係数のため一般に同じ量の原料から、同量例えば100mlの溶媒で1回抽出する（ある計算では4g得られるとする）より、回数を増やし50mlで2回抽出する（3gと1.5gの計4.5gとする）、33.3mlで3回抽出（計4.7gとする）する方が抽出される量は増加するが、当然手間は増えることになり兼ね合いである。

### 酸塩基抽出
酸塩基抽出では、酸塩基反応を用いて、物質を分離する。平衡定数 pKa が用いられる。
例えば、フェノールとアニリンが溶けたエーテル溶液に、水酸化ナトリウムを溶かした水を混ぜると、フェノールはナトリウムフェノキシドとなって水層に溶けて移り、アニリンはエーテル層に残っている。

## 精製
一般に、抽出によって得られた物質は、目的の物質だけでない他の化合物も含むことが多い。したがって、純度の高いものが必要な場合には、さらに別の精製法を行う必要があり、蒸留、逆抽出、カラムクロマトグラフィー、再結晶等が行われる。

## 抽出時の諸問題

### エマルション

右の三角フラスコの溶液は、上層と下層との間にやっかいなエマルションが形成されている。

エマルション（乳濁）は、分離する液体同士が混濁することであり、抽出中の物質の中に洗剤のような性質を持つ物質があると形成される。形成防止には、溶液を混ぜる際には静かに、穏やかに振ることである。ともかく狂ったように振らないことである。
エマルションは放置するだけで消える（時に何日も）こともあれば、水層に可能な限りの塩化ナトリウムを追加して高イオンにすることや、あるいは吸引濾過、遠心分離といった方法がある。高イオンでは、分離させる溶媒（および事例により抽出したい物質）の水層への溶解度を減少させ、そのことでエマルションを減少させる。

### 圧力の蓄積
特に酸塩基反応の際に、二酸化炭素の生成などの反応を起こす組み合わせもあるため少量ずつ加え、容器の蓋を開閉して圧力が蓄積しないようにする。

## アルカロイドの抽出
多くの先住民の文化において、植物から成分を抽出する方法は、単純に水で煮ることである。植物中のアルカロイドは多くの場合、酸とくっついた塩の形で存在している。
化学的には、植物を細かく砕き、酸性の水で煮て、アルカロイドを水溶性の塩の形態にし、水に溶出させ、これは低温で一晩煮るなど時間をかけて行われる。温度が10度上がると反応速度は2倍になる。固形の植物を濾過する。これを焦げ付かせないよう煮詰めてできた結晶物だけで、目的に十分であれば抽出は終了する。
油脂が多いなど必要であれば脱脂する。目的のアルカロイドが酸性のうちに水と分離する溶媒を加えることで、余分な油分が溶媒へと移るので、油分を含んだ分離した溶媒を捨てる。これを塩基性（アルカリ性）にして、アルカロイドが水ではなく溶媒に溶けるようにし、有機溶媒に溶かし浅い容器で蒸発させることで、結晶を形成すると理想的だが、一般的には不純物の混ざった粘着性のある化合物が残る。
最初に、植物を砕く際に冷蔵して解凍することを2、3回繰り返し繊維を破壊することができる。ミキサーなどで細かくする。原料によって、冷凍された固いままの状態が砕きやすい。